# Flavours
Flavours är det fjortonde albumet av den Kanadensiska gruppen The Guess Who utgivet 1974 men är bara det tolfte med sångaren Burton Cummings. (På de två första albumen var Chad Allen sångare och bandledare. Albumet har en tydlig Pop / Rock och Balladkaraktär.

## Låtlista
1. Dancin' Fool - 3:32 (Burton Cummings / Domenic Troiano)
2. Hoe Down Time - 3:51 (Burton Cummings / Domenic Troiano)
3. Nobody Knows His Name - 3:18 (Burton Cummings / Domenic Troiano)
4. Diggin' Yourself - 3:41 (Burton Cummings / Domenic Troiano)
5. Seems Like I Can't Live With You, But I Can't Live Without You - 5:28 (Burton Cummings / Domenic Troiano)
6. Dirty - 5:27 (Burton Cummings / Domenic Troiano)
7. Eye - 3:54 (Burton Cummings / Domenic Troiano)
8. Loves Me Like A Brother - 3:22 (Burton Cummings / Domenic Troiano)
9. Long Gone - 7:58 (Burton Cummings / Domenic Troiano)
10. A Fool, A Fool, I Met A Fool - 4:08 (Burton Cummings)
11. Save A Smile - 2:57 (Burton Cummings)
12. Roll With The Punches - 4:48 (Burton Cummings)
13. Your Back Yard - 4:04 (Burton Cummings)

Spår 10, 11, 12, 13 Är Bonusspår Som Är Ej Tidigare Utgivna. Utan Endast Utgivna På CD Versionen Av Albumet.

## Medverkande
- Burton Cummings - Sång, keyboards
- Domenic Troiano - Elektrisk Gitarr, Mandolin, Akustisk Gitarr, Bakgrundssång
- Bill Wallace - Basgitarr, Bakgrundssång
- Gary Peterson - Trummor, Percussion

- Producent Jack Richardson För Nimbus 9 Productions / RCA Records CPL1-0636
- CD Utgåva Från 2011. Skivnummer RCA Records / ICON CLASSIC Records ICON 1022 (8 8697-68297-2 8)